# Anacronía (literatura)
En teoría literaria se llama anacronía a la alteración del orden cronológico de los sucesos en el relato.
Los acontecimientos de una historia pueden ser ordenados en forma cronológica, es decir, siguiendo la línea temporal; otra forma de presentar los hechos del relato es a través de la anacronía, la cual no sigue una secuencia temporal lógica. 
Por tanto, el relato presenta un juego de tiempos y espacios, donde la historia va del presente al pasado, del presente al futuro, del pasado al presente; lo que implica una participación mucho más activa por parte del lector.

## Tipos de anacronía
La anacronía puede ser un movimiento hacia adelante o hacia atrás en el tiempo con respecto al presente de la narración.

### Analepsis
Se suele distinguir entre flashback, término tomado del teatro donde se da un breve "salto atrás", y el racconto, de mayor extensión. Narra acontecimientos anteriores al presente de la acción e incluso anteriores al inicio de la creación.

### Prolepsis
Es un movimiento de prospección. Narra acontecimientos futuros, anticipaciones con respecto al presente de la historia, de modo que este puede conocer de antemano hechos que ocurrirán más tarde. Igualmente, la prospección puede darse de dos formas: el flashforward, que corresponde a la proyección hacia el futuro de forma breve; y la premonición, un amplio salto en el futuro de la historia, para regresar a la narración inicial.
La prolepsis se puede utilizar en narraciones in medias res e in extrema res. La prolepsis requiere especial pericia en su manejo para mantener el interés del lector que ya conoce parte del desenlace. No obstante, la prolepsis puede ser usada para narrar hechos futuros de menor importancia.
Por ejemplo, la novela Crónica de una muerte anunciada se inicia revelando el desenlace para luego comenzar a narrar los eventos cronológicamente, no sin un continuo uso de prolepsis para relacionar los hechos presentes con el destino final del protagonista.

El día en que lo iban a matar, Santiago Nasar se levantó a las 5:30 de la mañana para esperar el buque en que llegaba el obispo.
Crónica de una muerte anunciada. Gabriel García Márquez

Estas dos anacronías son fundamentales en la estructura de la crónica latinoamericana, las cuales interrumpen el relato principal para agregar antecedentes biográficos o para sumar antecedentes de los hechos para comprender de mejor manera el relato principal.

### Flash Sideway
Consiste en narrar una historia alternativa a otra que pudo haber ocurrido o que ocurre en un universo paralelo diferente. Se empleó, por ejemplo, en la sexta temporada de Lost (Perdidos), también en la serie Flash o Fringe, y es habitual en el género de la ciencia ficción (por ejemplo, en El hombre en el castillo y otras obras de Philip K. Dick o en Philip Roth).

## Importancia de la anacronía
En un cuento como El hombre de Juan Rulfo o la película Memento de Christopher Nolan, la ruptura del orden temporal es utilizada como un recurso estilístico. El valor de la obra se basa, en gran parte, por la manera en que el autor ha jugado con el tiempo.
Otros relatos presentan procedimientos anacrónicos dentro de una secuencia base que tiene un orden normal. Esto permite conocer detalles de los personajes, del contexto, de la acción, etc., que de otro modo se perderían, y si se omiten hasta podríamos no entender determinadas situaciones.
Por ejemplo, si un personaje manifestara una tímida actitud al principio del relato, y ello no se explicara, más adelante, difícilmente entenderíamos que es producto del poco afecto recibido por sus padres en la niñez.
Asimismo, en una clásica novela policíaca, saber desde el comienzo quién es el autor del crimen tendría un efecto completamente distinto en el lector (tanto así, que podría descalificar la obra).